# Our Aim Is to Satisfy
A 2000-es Our Aim Is to Satisfy a Red Snapper nagylemeze. Szerepel az 1001 lemez, amit hallanod kell, mielőtt meghalsz című könyvben.

## Az album dalai
|     | Cím                        | Hossz |
| --- | -------------------------- | ----- |
| 1.  | Keeping Pigs Together      | 5:24  |
| 2.  | Some Kind of Kink          | 5:26  |
| 3.  | Shellback                  | 5:44  |
| 4.  | Don't Go Nowhere           | 4:50  |
| 5.  | The Rake                   | 5:14  |
| 6.  | The Rough and the Quick    | 5:06  |
| 7.  | Bussing                    | 5:24  |
| 8.  | I Stole Your Car           | 4:17  |
| 9.  | Alaska Street              | 5:01  |
| 10. | Belladonna                 | 4:27  |
| 11. | They're Hanging Me Tonight | 6:07  |

## Fordítás
- Ez a szócikk részben vagy egészben az Our Aim Is to Satisfy című angol Wikipédia-szócikk ezen változatának fordításán alapul.  Az eredeti cikk szerkesztőit annak laptörténete sorolja fel. Ez a jelzés csupán a megfogalmazás eredetét és a szerzői jogokat jelzi, nem szolgál a cikkben szereplő információk forrásmegjelöléseként.